# 福沢武一
福沢 武一（ふくざわ ぶいち、1914年1月12日 - 2003年5月15日）は、日本の歌人、万葉学者、日本語学者。専門は万葉集、方言。

## 経歴
長野県上伊那郡伊那町（現伊那市）生まれ。東京大学文学部を卒業後、1941年から1973年まで長野県下各地の高等学校に勤務した。北信地方に赴任した際、言葉が奇異に感ぜられ方言に興味を抱くようになったという。1951年「万葉集」の研究に端を発して短歌の製作を始める。
1975年長野大学教授、1983年上田女子短期大学教授に就任。
2003年5月15日死去、89歳没。

## 歌人として
詠風は独特であり、素材にも表現形式にも特異な趣があったという。

## 研究
万葉集研究で知られた。
また戦後長野県方言の語彙研究をリードし、大橋敦夫からは「丹念に方言を収集し、方言語彙研究に独自の境地を開いた」と評されている。

## 持論
著書で「日本人ほど国語に無関心な文明人はない」と述べており、それは「野蛮と同義」であると批判している。また共通語と方言は敵対するものではなく、互いに補うべきであるとともに方言には生え抜きの美しさがあると述べている。

## 主な著書
- 『峠にて 魂に就いて』（1941年）
- 『かもめ』（1948年）
- 『一愛好家の万葉評釈鑑賞に関する覚書き』（1948年）
- 『信州方言風物誌 第一〜第三』（1956〜1958年）
- 『万葉省察 第一・第二』（1967年・1985年）
- 『木曽文学碑散歩』（1968年）
- 『信濃太郎 方言の話』（1969年）
- 『信州の歌人たち その人と秀歌』（1973年）
- 『流燈 福沢武一歌集』（1973年）
- 『無名戦士達の生と死の記録』（1975年）
- 『木曽の方言』（1975年）
- 『信州文学碑散歩』（1976年）
- 『上伊那の方言 ずくなし 上・下』（1980・1983年）
- 『しなの方言考 上・下』（1982・1983年）
- 『おいでなんし 東信のふるさと方言集』（1988年）
- 『解読額田王 この悲壮なる女性』（1999年）
- 『北信方言記』（2004年）

## 主な論文
- 大町山岳博物館（1973年）北アルプス博物誌2 植物・地学『山麓の文学碑』
- 上田女子短期大学紀要編集委員会（1984年）紀要 第7号 創立十周年記念論文集『額田王「宇治のみやこ」の歌の情み（万葉第七歌）』
- 上田女子短期大学紀要編集委員会（1985年）紀要 第8号『倭姫挽歌』
- 上田女子短期大学紀要編集委員会（1986年）紀要 第9号『万葉のハタ（将）と史的推移』
- 上田女子短期大学紀要編集委員会（1988年）紀要 第11号『万葉巻十七冒頭歌十首』
- 上田女子短期大学紀要編集委員会（1989年）紀要 第12号『人麿の明日香皇女挽歌（一九六―八）』
- 上田女子短期大学紀要編集委員会（1990年）紀要 第13号『若き日の額田王』
- 上田女子短期大学紀要編集委員会（1991年）紀要 第14号『万葉第十五歌の復権のために』
- 東部町：構想の会（1988年）構想 第11号 季刊 評論．随想．詩．歌．俳句．童話．ルポルタージュ『芥川竜之介の「舞踏会」私見』
- 東部町：構想の会（1988年）構想 第13号 季刊 評論．随想．詩．歌．俳句．童話．ルポルタージュ『「鶏頭論終結」批判』
- 信濃教育会（1988年）雑誌信濃教育 65 昭和26年『万葉第七四歌について』
- 信濃教育会（1988年）雑誌信濃教育 73 昭和34年『古典への道』
- 松本：信濃郷土研究会（1953年）信濃 第5巻第7号通巻51号『方言の理解と鑑賞のために-信濃の方言における「神主」の場合-』
- 松本：信濃郷土研究会（1954年）信濃 第6巻第1号『長野県上伊那郡における東西方言の境界』
- 松本：信濃郷土研究会（1956年）信濃 第8巻第1号『長野県方言における中信地方の分布的一（一）-主として北安曇地方の場合-』『桑の実の方言-長野県下の分布-』
- 松本：信濃郷土研究会（1957年）信濃 第9巻第1号『長野県北安曇郡中土村大宮諏訪社奴踊の歌』
- 上伊那郷土研究会（1957年）伊那路 第1巻『方言風物誌（一）（二）』
- 上伊那郷土研究会（1958年）伊那路 第2巻『方言風物誌（三）』
- 上伊那郷土研究会（1959年）伊那路 第3巻『方言風物誌（四）（五）』
- 上伊那郷土研究会（1960年）伊那路 第4巻『方言風物誌（六）』『上伊那文学碑散歩（一）〜（九）』
- 上伊那郷土研究会（1961年）伊那路 第5巻『上伊那文学碑散歩（十）』
- 上伊那郷土研究会（1962年）伊那路 第6巻『上伊那文学碑散歩（追補）（十一）』『信濃翁墳記補正』
- 上伊那郷土研究会（1965年）伊那路 第9巻『上伊那文学碑散歩（追補一）』『1．翠幹句碑－上伊那文学碑散歩（追補一）』『2．木曾鳥居峠句碑群－上伊那文学碑散歩（追補一）』『3．墓碑から記念碑へ－上伊那文学碑散歩（追補一）』
- 上伊那郷土研究会（1968年）伊那路 第12巻『木曽文学碑散歩（一）〜（三）』
- 上伊那郷土研究会（1969年）伊那路 第13巻『木曽文学碑散歩追記（一）』
- 上伊那郷土研究会（1973年）伊那路 第17巻『藤村「夜明け前」の方言』
- 上伊那郷土研究会（1978年）伊那路 第22巻『万葉集と信州方言（一）〜（九）』
- 上伊那郷土研究会（1979年）伊那路 第23巻『万葉集と信州方言（十）（十一）』
- 上伊那郷土研究会（1980年）伊那路 第24巻『荒井源司－「梁塵秘抄評釈」を中心に－』『春日正治（まさじ）』『万葉と信州方言（十二）』
- 上伊那郷土研究会（1981年）伊那路 第25巻『万葉集と信州方言（十三）〜（十五）』『東から「上伊那の方言」ずくなし（上巻）』『養蚕の上伊那方言』『田植えの習俗と上伊那方言』
- 上伊那郷土研究会（1982年）伊那路 第26巻『万葉集と信州方言（十六）』
- 飯田市：伊那史学会（1991年）伊那 1991年7月号『方言はふるさと（一）〜（四）ー井上福実著「信州下伊那郡方集」を中心に』
- 飯田市：伊那史学会（1992年）伊那 1992年号『方言はふるさと（五）〜（八）ー井上福実著「信州下伊那郡方集」を中心に』
- 飯田市：伊那史学会（1993年）伊那 1993年号『方言はふるさと（九）〜（十二）ー井上福実著「信州下伊那郡方集」を中心に』
- 飯田市：伊那史学会（1994年）伊那 1994年号『方言はふるさと（十三）（十四）ー井上福実著「信州下伊那郡方集」を中心に』
- 飯田市：伊那史学会（1995年）伊那 1995年号『方言はふるさと（十五）（十六）ー井上福実著「信州下伊那郡方集」を中心に』『【連載】方言はふるさと（16）－井上福実著「信州伊那郡方言集」を中心に』